# Stephan Ladislav Luzinszky de Luzna et Reglicze
Stephan Ladislav Luzinszky de Luzna et Reglicze (ur. ?, zm. 1734) – duchowny rzymskokatolicki, biskup wielkowaradyński.

## Biografia
W 1733 papież Klemens XII prekonizował go biskupem wielkowaradyńskim. Brak informacji kiedy i od kogo otrzymał sakrę biskupią.